# Eobeyrichia
Eobeyrichia is een geslacht van uitgestorven kreeftachtigen uit de klasse van de Ostracoda (mosselkreeftjes).

## Soorten
- Eobeyrichia kureikiana Abushik, 1960) Abushik, 1982 †
- Eobeyrichia zygophora (Henningsmoen, 1955) Abushik, 1982 †